# 夸韦尔
夸韦尔（法語：Coivert，法語發音：[kwavɛʁ]）是法国滨海夏朗德省的一个市镇，位于该省北部偏东，属于圣让当热利区。

## 地理
夸韦尔（46°4'11"N, 0°27'32"W）面积14.78 平方千米，位于法国新阿基坦大区滨海夏朗德省，该省份为法国西部滨海省份，北起旺代省，西临大西洋，南至吉倫特省，东南接多爾多涅省，东北接德塞夫勒省接壤，东临夏朗德省。
与夸韦尔接壤的市镇（或旧市镇、城区）包括：布托讷河畔布朗宰、拉克鲁瓦孔泰斯、布托讷河畔当皮埃尔、拉雅里欧杜安、圣马夏尔、布托讷河畔圣塞沃兰、韦尔涅、孔泰斯新城。

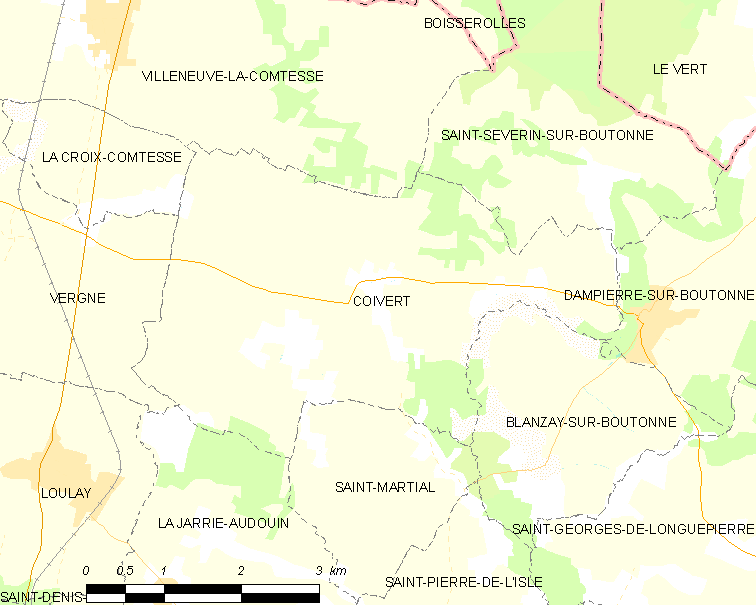
夸韦尔的OSM定位图

夸韦尔的时区为UTC+01:00、UTC+02:00（夏令时）。

## 行政
夸韦尔的邮政编码为17330，INSEE市镇编码为17114。

## 政治
夸韦尔所属的省级选区为马塔县。

## 人口

1962-2008年间夸韦尔人口变化图示

夸韦尔于2022年1月1日时的人口数量为196人。